# برايان بينيت
برايان بينيت (بالإنجليزية: Brian Bennett)‏ هو ملحن وعازف بيانو ومنتج أسطوانات وطبال بريطاني، ولد في 9 فبراير 1940 في لندن في المملكة المتحدة.

## وصلات خارجية
- الموقع الرسمي
- برايان بينيت على موقع IMDb (الإنجليزية)
- برايان بينيت على موقع ميوزك برينز (الإنجليزية)
- برايان بينيت على موقع أول ميوزيك (الإنجليزية)
- برايان بينيت على موقع ديسكوغز (الإنجليزية)
- برايان بينيت على موقع قاعدة بيانات الفيلم (الإنجليزية)